# Monacrosporium megalosporum
Monacrosporium megalosporum är en svampart som först beskrevs av Drechsler, och fick sitt nu gällande namn av Chirayathumadom Venkatachalier Subramanian 1964. Monacrosporium megalosporum ingår i släktet Monacrosporium och familjen vaxskålar.   Inga underarter finns listade i Catalogue of Life.